# Pewee Valley (Kentucky)
Pewee Valley es una ciudad ubicada en el condado de Oldham en el estado estadounidense de Kentucky. En el Censo de 2010 tenía una población de 1456 habitantes y una densidad poblacional de 287,26 personas por km².

## Geografía
Pewee Valley se encuentra ubicada en las coordenadas 38°18′44″N 85°29′23″O / 38.31222, -85.48972. Según la Oficina del Censo de los Estados Unidos, Pewee Valley tiene una superficie total de 5.07 km², de la cual 5.05 km² corresponden a tierra firme y (0.46%) 0.02 km² es agua.

## Demografía
Según el censo de 2010, había 1456 personas residiendo en Pewee Valley. La densidad de población era de 287,26 hab./km². De los 1456 habitantes, Pewee Valley estaba compuesto por el 95.26% blancos, el 1.92% eran afroamericanos, el 0% eran amerindios, el 1.17% eran asiáticos, el 0.07% eran isleños del Pacífico, el 0.21% eran de otras razas y el 1.37% pertenecían a dos o más razas. Del total de la población el 1.24% eran hispanos o latinos de cualquier raza.